# El Capitan
El Capitan är en 910 meter hög vertikal klippformation i Yosemite nationalpark, USA, och är belägen i den norra delen av Yosemitedalen, i närheten av dess västra sida. Granitmonoliten är en av världens mest populära utmaningar för klippklättrare.
Klippformationen fick sitt namn, ”El Capitan” av Mariposabataljonen när bataljonen utforskade dalen 1851. El Capitan (”kaptenen”, ”chefen”, ”ledaren”) var en fri översättning till spanska från  miwok, på vilket klippan heter To-to-kon oo-lah eller To-tock-ah-noo-lah. Det är oklart om indianernas namn avser en specifik hövding, eller bara betyder ”ledaren”. I modern tid kallas klippan ofta för ”El Cap”, främst bland klippklättrare.